# Man'ichi Yoshimura
Pour les articles homonymes, voir Yoshimura.
Man'ichi Yoshimura (吉村萬壱, Yoshimura Man'ichi) est un auteur japonais né le 19 février 1961 à Matsuyama dans la préfecture d'Ehime. Il est lauréat du prix Akutagawa en 2003 pour son roman Hariganemushi　 (ハリガネムシ).